# Coracko
Coracko war der Name einer 1991 gegründeten deutschen Hardrock-Band, die 1992 ihr einziges Album, New Virus Spreads, bei Polydor veröffentlichte. Die Gruppe bestand aus vier Musikern; Gitarrist Peter Szigeti und Bassist Frank Rittel waren vorher Mitglieder von Warlock und U.D.O.

## Geschichte
Rittel und Szigeti waren bereits seit 1980 in verschiedenen Bands, unter anderem bei Snakebite und Beast, aus denen im Oktober 1982 durch den Zusammenschluss von Musikern beider Gruppen Warlock hervorging. Nachdem Doro Pesch die Band Warlock 1987 verlassen und diese sich aufgelöst hatte, gründeten Rittel und Szigeti gemeinsam mit Udo Dirkschneider, Mathias Dieth und Thomas Franke die Band U.D.O., verließen diese aber noch im selben Jahr wieder und gründeten Energy. Diese Gruppe nahm zwar ein Demoband auf, hatte damit aber keinen Erfolg und löste sich 1991 auf. Szigeti spielte anschließend mit Jutta Weinhold in der Band Velvet Viper, und während dieser Zeit nahm er mit Fank Rittel, Schlagzeuger Martin Engler und Sänger Dirk Wicke gemeinsam geschriebene Stücke auf. Nachdem alle Beteiligten festgestellt hatten, dass sie zueinander passten und gemeinsame musikalische Interessen hatten, gründeten sie Coracko, und Szigeti verließ Velvet Viper.
Der Band gelang es, einen Plattenvertrag mit Polydor abzuschließen, und am 30. März 1992 begann die Gruppe in den RA.SH-Tonstudios in Gelsenkirchen mit den Aufnahmen für ihr Debütalbum, das sie auch selbst produzierte. Coracko galt der Fachpresse als die „bisher härtesten Vertreter des Groove Oriented Metal“ und wurden musikalisch als „irgendwo zwischen den alten Van Halen und neuen Bands wie Extreme oder Mr. Big“ beschrieben. Am 22. August 1992 stellte sich die Gruppe dem Publikum der Musikmesse Popkomm in Köln vor.
Coracko veröffentlichte am 28. September 1992 das Album New Virus Spreads, das dreizehn Titel enthielt. Die Reaktionen der Fachpresse waren unterschiedlich: Das Magazin Metal Hammer urteilte beispielsweise über das Album, es handele sich bei der Musik auf dem Tonträger um „beängstigend durchschnittlichen Metal, und auch die folgenden drei Songs“ würden „kein neues Kapitel Hard'n'Heavy-Geschichte“ schreiben. Bei den Liedern, in denen die Band von vertrauten Pfaden abweiche, agiere sie keineswegs glücklicher. Rock Hard dagegen war positiver eingestellt und betonte, bei dem Album sei der „typisch teutonische Touch“ ziemlich selten herauszuhören, vielmehr sei New Virus Spreads ein „recht internationales Album“ geworden, das 13 „überwiegend starke Kompositionen“ enthalte. Die Lieder seien  „allesamt nicht zu glatt produziert“ und ließen „somit die nötige Härte nicht vermissen“. Das Album lebe „zu einem nicht zu verachtenden Teil von der sehr guten Gitarrenarbeit und den kräftigen, facettenreichen Vocals.“ Natürlich sei der eine oder andere Ausfall auch vertreten, aber insgesamt gesehen sei New Virus Spreads eine „interessante und ungewohnt heftige Dröhnung,“ die sich ihre acht Punkte (von möglichen 10) verdient habe.
Als Single wurde das Lied Overblown Roses veröffentlicht, als weitere Titel waren auf der CD-Single Run With The Pack und Don’t Cry For The Moon enthalten.
Frank Rittel wurde im Laufe des Jahres 1993 durch den Bassisten Alex T. Walker ersetzt, mit ihm bestritt die Band im Frühsommer 1993 eine Tournee im Vorprogramm der Band Sven Gali, bei der sie auch neue Songs vorstellte. Neben einem weiteren Besetzungswechsel (Dirk Wicke wurde durch Leon Goewie ersetzt, der zuvor bei der niederländischen Band Vengeance gesungen hatte) kam es auch zum Namenswechsel: Die Band nannte sich nun Stonewashed. Sie veröffentlichte unter diesem Namen 1995 das Album Way of Thorns.

## Diskografie
Album
- New Virus Spreads (1992)

Single
- Overblown Roses (1992)